# José Leitão de Barros
José Júlio Marques Leitão de Barros (22 de octubre de 1896 - 29 de junio de 1967) fue un realizador, guionista y actor portugués que nació y murió en Lisboa. En Portugal ganó fama debido a sus varias películas y documentales, muchos de ellos de valor histórico y cultural.

## Películas
1. Mal de Espanha (1918)
2. Homem dos Olhos Tortos, O (1918) (inacabado)
3. Malmequer (1918)
4. Nazaré, Praia de Pescadores (1929)
5. Festas da Curia (1927)
6. Lisboa (1930)
7. Maria do Mar (1930)
8. A Severa (1931)
9. Pupilas do Senhor Reitor, As (1935)
10. Bocage (1936)
11. Tres gracias, Las (1936)
12. Maria Papoila (1937/I)
13. Legião Portuguesa (1937/I)
14. Varanda dos Rouxinóis (1939)
15. A Pesca do Atum (1939)
16. Ala-Arriba! (1942)
17. A Póvoa de Varzim (1942)
18. Inês de Castro (1944)
19. Camões (1946)
20. Vendaval Maravilhoso (1949)
21. Comemorações Henriquinas (1960)
22. Escolas de Portugal (1962)

## Premios y distinciones
Festival Internacional de Cine de Venecia
| Año  | Categoría            | Película    | Resultado |
| ---- | -------------------- | ----------- | --------- |
| 1942 | Premio de la Bienale | Ala-Arriba! | Ganador   |